# Teriyaki
Teriyaki (照り焼き (照り燒き) (Chiếu thiêu)/ てりやき/ テリヤキ teri-yaki) là một phương pháp nấu ăn được sử dụng trong ẩm thực Nhật Bản, theo đó thức ăn được hun hoặc nướng cùng nước sốt được phết lên thực phẩm, với thành phần nước sốt chủ yếu là nước tương, mirin và đường.

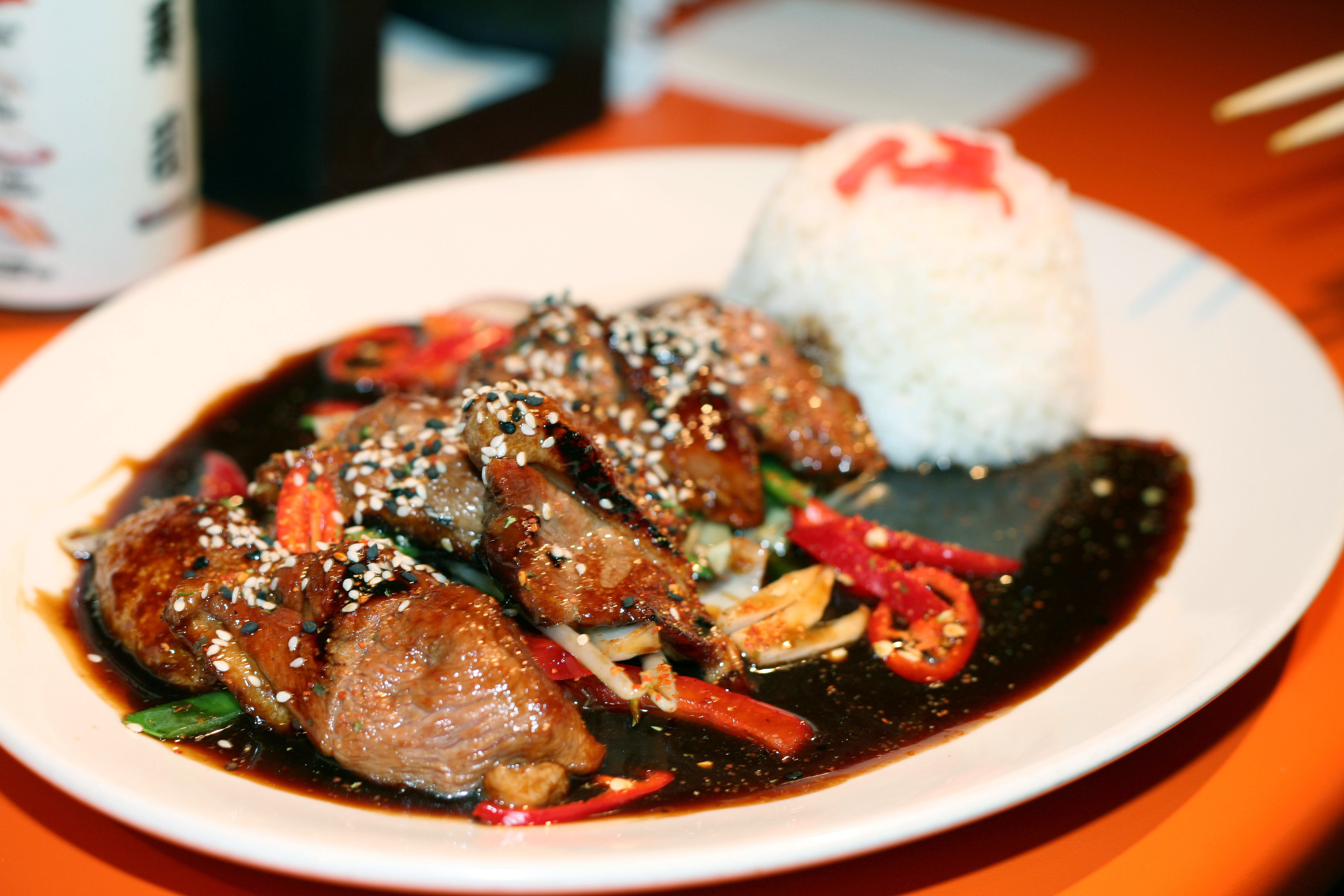
Vịt teriyaki

Với phương pháp này, tại Nhật Bản người ta chủ yếu dùng cho thực phẩm là các loại cá – cá cam, cá cờ, cá ngừ vằn, cá hồi, cá hồi chấm, và cá thu – trong khi ở phương Tây người ta dùng các loại thịt đỏ và trắng - thịt gà, lợn, bò, cừu. Các nguyên liệu khác như thịt bò băm, thịt viên, mực ống đôi khi cũng được sử dụng ở Nhật.
Từ teriyaki bắt nguồn từ danh từ teri (照り), có nghĩa là sự tỏa sáng - dùng để chỉ độ sáng hoặc độ láng bóng được tạo nên bởi hàm lượng đường trong sốt tare (タレ), và yaki (焼き), dùng để chỉ phương pháp hun hoặc nướng thịt. Theo truyền thống, thịt được nhúng hoặc phết với nước sốt nhiều lần trong khi nấu.

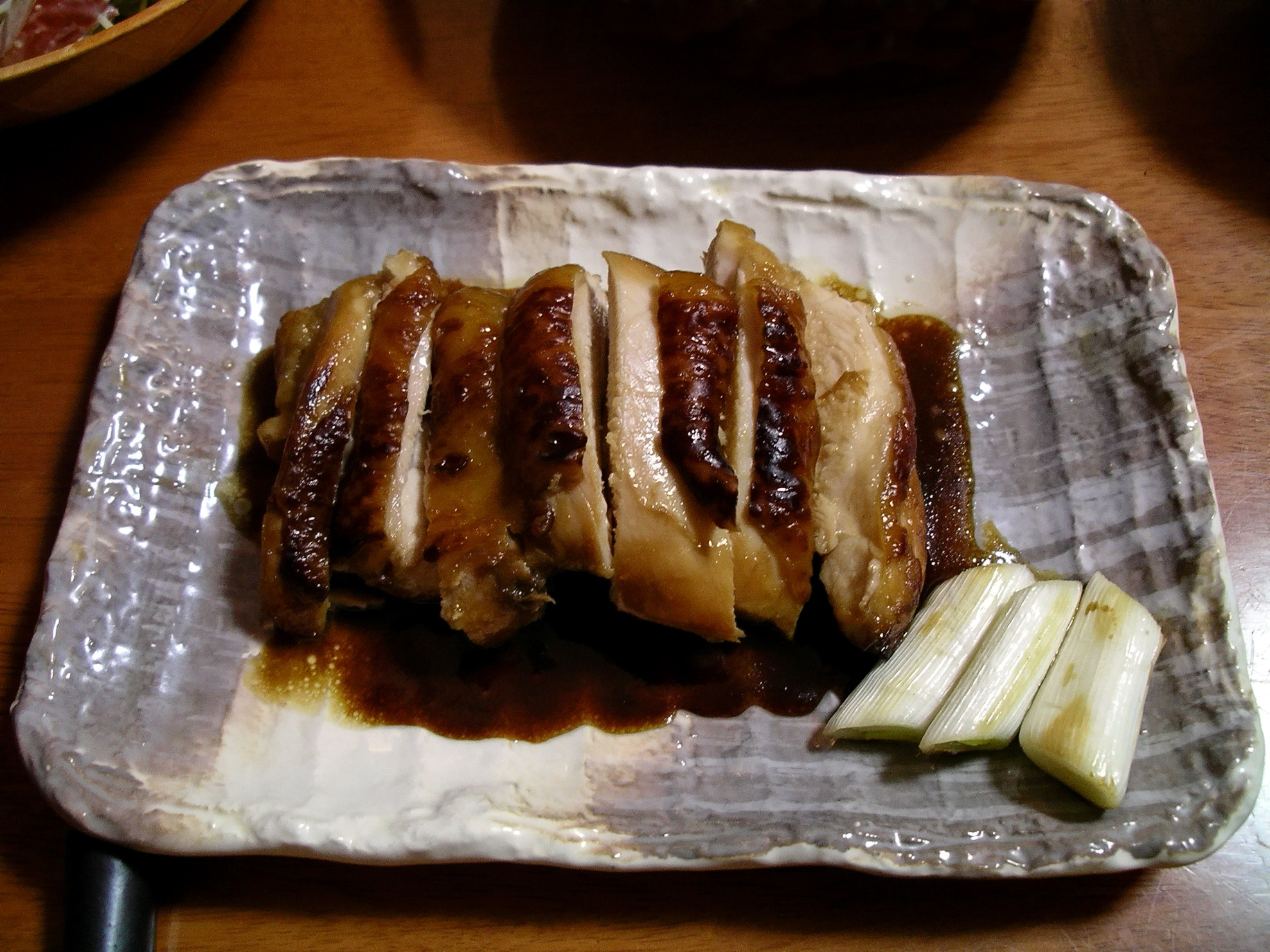
Gà teriyaki

sốt tare (タレ) theo truyền thống được làm bằng cách trộn và đun nóng nước tương và sake (hoặc mirin) và đường (hoặc hành tây) (xem tare).

## Sốt Teriyaki
Ở Bắc Mỹ, bất kỳ món ăn nào được chế biến từ nước sốt theo kiểu teriyaki đều được mô tả là teriyaki. Các món ăn thường bao gồm cả những trường hợp sử dụng các chất thay thế nước ngoài cho sake hoặc mirin, chẳng hạn như rượu vang, hoặc với các thành phần được thêm vào, chẳng hạn như vừng hoặc tỏi (không phổ biến trong ẩm thực truyền thống của Nhật Bản). Nước sốt được sử dụng cho teriyaki thường có vị ngọt, mặc dù nó cũng có thể có vị cay. Nước ép dứa đôi khi được sử dụng, vì nó không chỉ cung cấp vị ngọt mà còn là enzyme bromelain giúp làm mềm thịt. Nướng thịt trước và đổ nước sốt vào sau hoặc sử dụng nước sốt ngọt để gia giảm là những phương pháp nấu teriyaki phi truyền thống khác. Nước sốt teriyaki đôi khi được rưới lên trên cánh gà hoặc được sử dụng làm nước chấm.

## Các biến thể

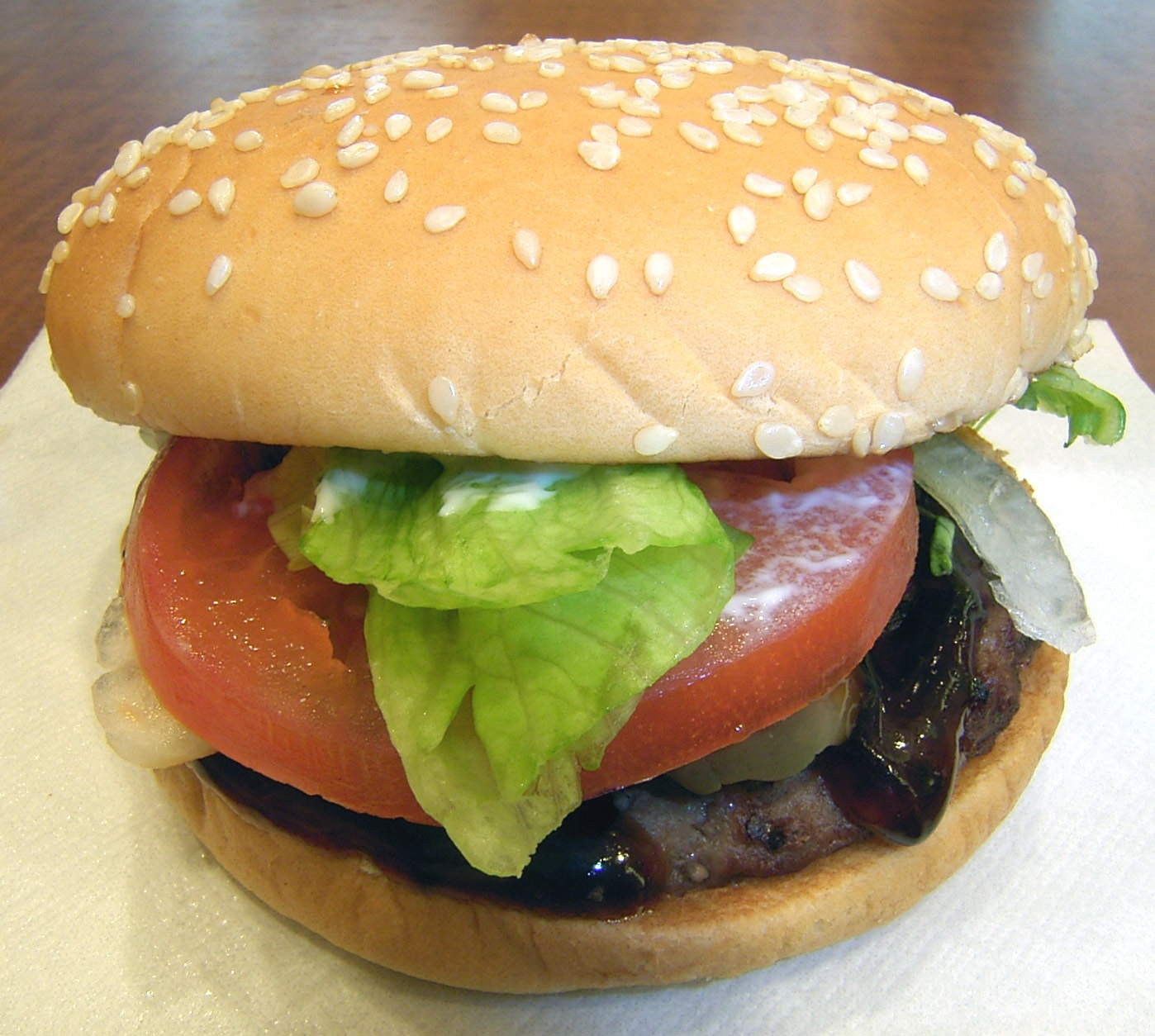
Bánh hamburger vị gà teriyaki

Món teriyaki burger (テリヤキバーガー) là một biến thể của bánh hamburger được phủ với sốt teriyaki hoặc với nước sốt đi kèm với bánh thịt xay. Xào kiểu teriyaki (teriyaki stir-fry) có nghĩa là xào thịt hoặc rau trong sốt teriyaki. Một loại khác là các sản phẩm chay được chế biến theo phong cách teriyaki.

## Theo quốc gia

### Hoa Kỳ
Ở thành phố Seattle, Washington, một nền văn hóa teriyaki lớn đã xuất hiện vào những năm 1990. Vào năm 2010, có hơn 83 nhà hàng trong thành phố với chữ "teriyaki" có trong tên của họ. Nó đã được mô tả là món ăn đặc trưng của thành phố bởi một số cửa hàng, cho thấy việc áp dụng rộng rãi như một hình thức của thức ăn nhanh.